# Fritz Bolle
Fritz Bolle (* 10. Juni 1908; † 8. April 1982) war ein deutscher Verlagslektor und Schriftsteller.

## Leben
Während des Zweiten Weltkrieges war Bolle von 1943 bis 1945 in einem Außenlager, genannt Vorwerk Mitte des Konzentrationslagers Buchenwald damit beschäftigt, von KZ-Internierten in Zwangsarbeit, ein unterirdisches Werk für Raketentriebwerke bauen zu lassen.
Später war er beim Verlag Droemer Knaur als Cheflektor tätig. Er verfasste und übersetzte eine Vielzahl populärwissenschaftlicher Bücher, war Mitarbeiter und Autor bei der populärwissenschaftlichen Zeitschrift Orion und Herausgeber von Knaurs Lexikon A – Z. Als Lektor betreute er unter anderem Johannes Mario Simmel, Peter Bamm, Hans-Joachim Schoeps.
Ab 2017 wurde durch Götz Aly bekannt, dass Bolle bei Droemer mehrfach zu verschiedenen Zeiten dafür gesorgt hatte, dass Raul Hilbergs Buch Die Vernichtung der europäischen Juden von Droemer trotz eines entsprechenden Vertrags mit dem Autor jahrzehntelang nicht übersetzt und in Deutsch publiziert worden war.

## Veröffentlichungen
- Darwinismus und Zeitgeist. In: Zeitschrift für Religions- und Geistesgeschichte 14 (1962): 143–178
- Forscher und Freimaurer. Über die Möglichkeit der Zusammenarbeit von Wissenschaft und Freimaurerei. In: Peter Christian Ludz (Hrsg.): Geheime Gesellschaften. Lambert Schneider, Heidelberg 1979, S. 25–41
- Mensch und Mikrobe. Safari-Verlag, Berlin 1954